# Caranguejo-dos-coqueiros
Birgus latro, comummente conhecido como caranguejo-dos-coqueiros ou caranguejo-ladrão, é um grande crustáceo anomuro, terrestre, encontrado em diversas ilhas tropicais dos oceanos Índico e Pacífico, sendo o maior artrópode terrestre do mundo. Está relacionado aos ermitãos, mas diferindo destes por apresentar o abdómen flexionado e sem a proteção de uma concha de molusco quando são adultos, embora os juvenis as utilizem para proteger os corpos moles.

## Descrição
Os caranguejos-dos-coqueiros parecem-se com bernardos-eremitas normais, mas são muito maiores com cerca de 1 m de comprimento, e têm um abdómen mais duro. Embora não tenha subespécies as cores variam entre azul, roxo, vermelho, preto, e cor-de-laranja.

## Distribuição

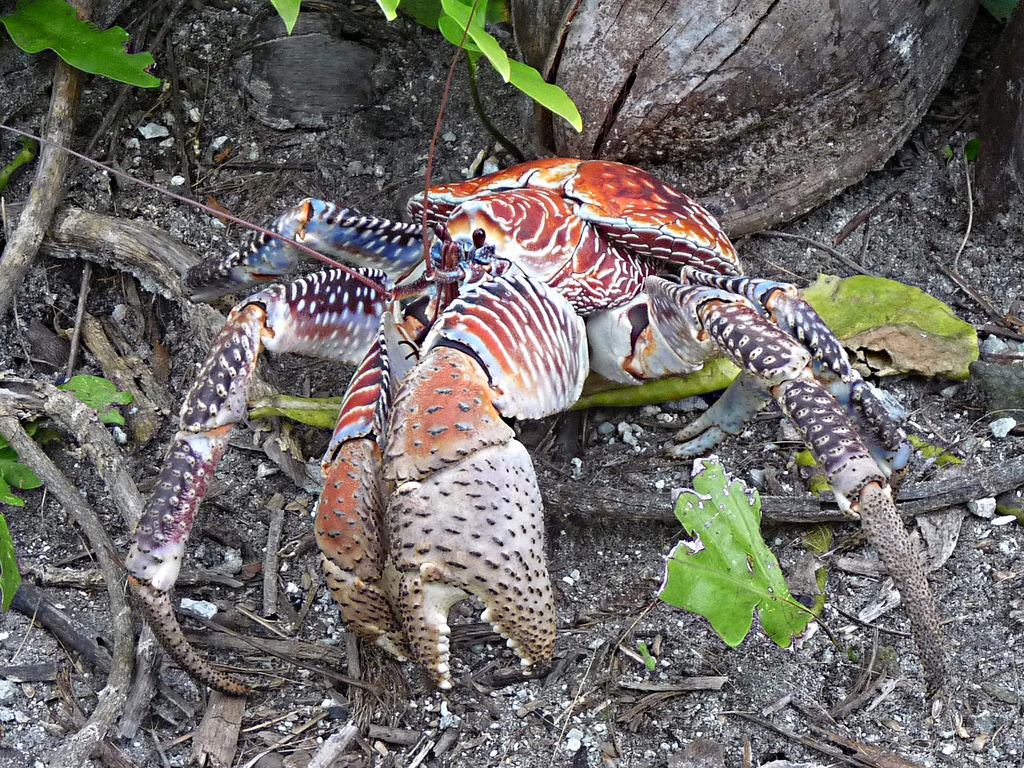
Um caranguejo-dos-coqueiros no Atol Palmyra.

Uma espécie exclusiva de ilhas paradisíacas do Oceano Índico e Pacífico, incluindo a Austrália continental e Madagascar.
Os caranguejos-dos-coqueiros são caranguejos-eremitas terrestres e marcam presença quase exclusiva nos trópicos ocidentais, nos oceanos Índico e Pacífico. Mais concretamente, distribuem-se entre as ilhas Maurícias e as ilhas Aldabras, bem como Madagáscar e as Seicheles, no Oceano Índico; e ainda entre as ilhas Pitcairns, o arquipélago de Tuamotu e as ilhas da Páscoa, no Oceano Pacífico. 
Contudo, também é povoações que não habitam em ilhas, designadamente a povoação encontra na costa da Tanzânia. 

### Habitat
Os caranguejos-dos-coqueiros habitam geralmente junto à costa, ou em ilhas, ou em ilhotas nas cercanias de ilhas continentais, geralmente, não se apartando da proximidade com o mar muito mais do que 6 quilómetros.  
Constroem as suas tocas entre o bugrau e substracto marinho, os quais lhe proporcionam protecção e espaço de armazenamento do alimento. Os caranguejos-dos-coqueiros amiúde enterram-se por completo, no chão, durante a fase de mudança de exosqueleto. 
Apesar de os espécimes adultos de caranguejo-dos-coqueiros serem principalmente terrestres, lançam os ovos ao mar, que é onde decorre o desenvolvimento larval desta espécie. 

## Ecologia
Os jovens caranguejos não conseguem nadar, e vão morrer afogados se deixados mais de uma hora em água. Também têm um corpo mole e tal como os bernardos-eremitas, utilizam conchas de outros animais para se protegerem. Quando adolescentes o seu corpo endurece, e a concha eventualmente acaba por rachar devido à falta de espaço.

### Dieta
Alimentam-se principalmente de matéria vegetal, e frutas, incluindo cocos, mas também se alimentam de carniça. 